# Xanthospila
Xanthospila è un genere di coleotteri appartenente alla famiglia Cerambycidae.

## Tassonomia
- Xanthospila corrupta
- Xanthospila erycina
- Xanthospila mimica
- Xanthospila pelopioides
- Xanthospila similis
- Xanthospila westwoodia